# وزارت فرهنگ و ارشاد اسلامی
وزارت فرهنگ و ارشاد اسلامی (به‌اختصار: وزارت ارشاد) از وزارت‌خانه‌های دولتی جمهوری اسلامی ایران است که مسئولیت نظارت و پیشگیری محتواهای فرهنگی-هنری غیر اسلامی طبق قوانین جمهوری اسلامی ایران و اعمال سانسور در حوزه فرهنگ و هنر را بر عهده دارد. شکل کنونی این وزارت‌خانه پس از وقوع انقلاب ۱۳۵۷ با ترکیب وزارت فرهنگ و هنر با وزارت اطلاعات و جهانگردی شکل گرفت.
سانسور در جمهوری اسلامی ایران تا حدود زیادی به وزارت فرهنگ و ارشاد اسلامی بستگی دارد.
وزارت فرهنگ و ارشاد اسلامی به عنوان یکی از اصلی‌ترین متولیان حوزهٔ فرهنگ و هنر، وظیفه سیاست‌گذاری در زمینه‌های اطلاع‌رسانی، اشاعهٔ فرهنگ اسلامی و تبلیغات برای نظام جمهوری اسلامی ایران را برعهده دارد.
این وزارت‌خانه از شمار زیادی مرکز و سازمان تشکیل شده که از سازمان‌های زیرمجموعه‌های آن می‌توان به: سازمان اوقاف و امور خیریه، سازمان خبرگزاری جمهوری اسلامی، سازمان فرهنگ و ارتباطات اسلامی، پژوهشگاه فرهنگ، هنر و ارتباطات، همچنین سازمان سینمایی کشور، دفتر مطالعات و برنامه‌ریزی رسانه‌ها و سازمان حج و زیارت اشاره کرد. وزارت ارشاد در دوران رهبری علی خامنه‌ای به یکی از حساس‌ترین وزارتخانه‌ها در جمهوری اسلامی تبدیل و عرصه برای فعالیت‌های فرهنگی، هنری و ادبی در ایران شدیداً تنگ شد.
سید عباس صالحی از ۳۱ مرداد ۱۴۰۳ به عنوان وزیر فرهنگ و ارشاد اسلامی فعالیت می‌کند. وی پیش از این نیز در دولت دوازدهم این سمت را به عهده داشت.

## تاریخچه

### وزارت معارف و اوقاف و صنایع مستظرفه
در سال ۱۲۶۶ نخستین وزارت‌خانهٔ فرهنگی، با انحلال وزارت علوم و تأسیس وزارت معارف و اوقاف و صنایع مستظرفه، راه‌اندازی شد. این وزارت‌خانه وظایف آموزش و پرورش، فرهنگ و هنر، علوم و آموزش عالی، همچنین سازمان اوقاف را برعهده داشت. در سال ۱۳۰۰ شورای عالی معارف با هدف گسترش دوایر علوم، اشاعه معارف و فُنون، همچنین رفع نقایص تحصیلات علمی و فنی در ایران تشکیل گردید.

### وزارت فرهنگ
در سال ۱۳۱۷ به‌موجب مصوبه فرهنگستان ایران، واژه فرهنگ، جایگزین کلمه معارف شد و در پی آن، نام این وزارت‌خانه نیز از وزارت معارف و اوقاف و صنایع مستظرفه به وزارت فرهنگ تغییر پیدا کرد.

### وزارت فرهنگ و هنر
در آذر ماه ۱۳۴۳ کانون هنرهای زیبای کشور، اداره کل باستان‌شناسی، کتابخانه ملی، دایره رایزنی فرهنگی و اداره تألیف و ترجمه، از وزارت فرهنگ منفک شدند و با ادغام آن‌ها با یکدیگر وزارت فرهنگ و هنر تأسیس گردید. از سال ۱۳۴۴ وظیفه راه‌اندازی کتابخانه عمومی در تمامی شهرهای کشور نیز، برعهده وزارت فرهنگ و هنر گذاشته شد. در تیرماه سال ۱۳۴۶ شورای‌عالی فرهنگ و هنر نیز در این وزارت‌خانه راه‌اندازی شد.

### وزارت اطلاعات و جهانگردی
در ۱۱ تیر ۱۳۲۲ اداره کل انتشارات و تبلیغات، برای انجام امور تبلیغات در داخل و خارج از کشور تشکیل شد، که پیش‌تر وظایف آن توسط بخش‌های مختلف مانند رادیو، نشریات، تئاتر، فیلم و موسیقی انجام می‌شد. در تاریخ ۲۷ اسفند ۱۳۴۲ بر اساس مصوبه مجلس شورای ملی، اداره کل انتشارات و تبلیغات، به وزارت اطلاعات تغییر نام داد. کمتر از ۲ سال بعد و در تیرماه ۱۳۴۶ سازمان تلویزیون ملی ایران، توسط وزارت اطلاعات راه‌اندازی شد و ۴ سال بعد در پی ادغام با بخش رادیو، در خرداد ۱۳۵۰ سازمان رادیو تلویزیون ملی ایران به‌عنوان زیرمجموعه‌ای از وزارت اطلاعات تأسیس گردید. در سال ۱۳۵۳ با ادغام سازمان جلب سیاحان در وزارت اطلاعات، نام آن به وزارت اطلاعات و جهانگردی تغییر یافت.

### وزارت ارشاد ملی
پس از وقوع انقلاب ۱۳۵۷ و در فروردین ماه ۱۳۵۸ به‌موجب مصوبه شورای انقلاب اسلامی، وزارت اطلاعات و جهانگردی به وزارت اطلاعات و تبلیغات تغییر نام داد و در حدود ۲ ماه بعد، در ۷ خرداد ماه ۱۳۵۸ این وزارت‌خانه به وزارت ارشاد ملی تغییر نام پیدا کرد. در بهمن ۱۳۵۸ امور حج و زیارت، از سازمان اوقاف که وابسته به نهاد نخست‌وزیری بود، منتزع شد و زیرمجموعهٔ وزارت ارشاد ملی قرار گرفت و نام آن نیز به سازمان حج و زیارت تغییر پیدا کرد.

### وزارت ارشاد اسلامی
در سال ۱۳۵۹ وزارت ارشاد ملی به وزارت ارشاد اسلامی تغییر نام داد. در سال ۱۳۶۰، واحدهایی از وزارت فرهنگ و آموزش عالی جدا و به این وزارت‌خانه ملحق شد. این واحدها پیش‌تر زیرمجموعهٔ وزارت فرهنگ و هنر دوره پهلوی بود. (وزارت فرهنگ و آموزش عالی در اسفند ۱۳۵۷ از ادغام «وزارت فرهنگ و هنر» و «وزارت علوم و آموزش عالی» تشکیل شده بود)
در سال ۱۳۶۳ سازمان اوقاف به‌طور کامل از نهاد نخست‌وزیری جدا شد و در پی ادغام با سازمان حج و زیارت، سازمان حج و اوقاف و امور خیریه، وابسته به وزارت ارشاد اسلامی تشکیل شد.

### وزارت فرهنگ و ارشاد اسلامی
در تاریخ ۱۲ اسفند ۱۳۶۵ با تصویب قانون وظایف و اختیارات وزارت فرهنگ و ارشاد اسلامی، این وزارت‌خانه به وزارت فرهنگ و ارشاد اسلامی تغییر نام داد و تاکنون نیز با همین نام، به‌عنوان یکی از ۱۹ وزارت‌خانهٔ فعال در دولت جمهوری اسلامی ایران، به حیات خود ادامه می‌دهد.
وزارت ارشاد در زمان رهبری علی خامنه‌ای یکی از حساس‌ترین وزارتخانه‌ها در ایران شد. خامنه‌ای با طرح موضوع «تهاجم فرهنگی دشمنان» که بعدها «ناتوی فرهنگی» و «شبیخون فرهنگی» نیز به آن اضافه شد، عرصه را برای فعالیت‌های فرهنگی، هنری و ادبی در ایران شدیداً تنگ کرد. چنین دیدگاهی هنرمندان و نویسندگان را به عوامل «دشمن» تبدیل می‌کرد، و باعث شد محمد خاتمی در سال ۱۳۷۱ از مقام وزارت ارشاد کناره‌گیری کند. پس از خاتمی، علی لاریجانی و سپس مصطفی میرسلیم وزیر شدند. دوران میرسلیم شدیدترین سانسورها اعمال شد و خامنه‌ای به ستایش از او پرداخت.
زمانی که محمد خاتمی در سال ۱۳۷۶ به ریاست‌جمهوری رسید، خامنه‌ای با عملکرد عطاءالله مهاجرانی، وزیر ارشاد دولت او مخالفت کرد و مهاجرانی مانند خاتمی، تحت فشارهای رهبر جمهوری اسلامی ایران از وزارت ارشاد کناره گرفت. پس از مهاجرانی، احمد مسجدجامعی وزیر شد که برای حکومت قابل تحمل‌تر بود. با انتخاب محمود احمدی‌نژاد به عنوان ریاست جمهوری، دوران هشت ساله او میان دو وزیر ارشاد اصولگرا تقسیم شد که تقریباً سانسور را به دوران پیش از ریاست‌جمهوری خاتمی بازگرداندند و اتفاقاتی چون پلمب خانه سینما رخ داد.
در دولت سیزدهم رسیدگی به وبگاه‌ها و پایگاه‌های خبری بدون مجوز، جدیت بیشتر پیدا کرد و اکثر رسانه‌های دولتی نیازمند دریافت مجوز از وزارت ارشاد شدند.

## هک سایت‌های اینترنتی
روز دوشنبه ۲۳ اسفند ۱۴۰۰ شماری از سایت‌های اینترنتی و وبگاه های وزارت فرهنگ و ارشاد جمهوری اسلامی مورد هجوم سایبری قرار گرفت و تصاویری از از رهبران سازمان مجاهدین خلق ایران به همراه شعار هایی در ضد ولایت فقیه در آن‌ها منتشر شد.

## معاونت‌ها
وزارت فرهنگ و ارشاد اسلامی از معاونت‌های زیر تشکیل شده است:
- معاونت امور فرهنگی
- معاونت امور هنری
- معاونت امور رسانه‌ای و تبلیغات[۱۰]
- دفتر مطالعات و برنامه‌ریزی رسانه‌ها
- معاونت قرآن و عترت
- معاونت حقوقی، امور مجلس و استان‌ها
- معاونت توسعه مدیریت و منابع[۱۱]

## حوزه‌های ستادی
- دفتر ارزیابی عملکرد و پاسخگویی به شکایات
- دفتر روابط عمومی
- دفتر حوزه وزارتی
- اداره کل حراست
- دفتر حوزه پشتیبانی و رفاهی کارکنان
- دبیرخانه شورای فرهنگ عمومی
- مرکز توسعه فناوری اطلاعات و رسانه‌های دیجیتال[۱۲]

## سازمان‌ها و مراکز تابعه
- سازمان امور سینمایی و سمعی بصری
- انجمن آثار و مفاخر فرهنگی
- سازمان اوقاف و امور خیریه
- سازمان حج و زیارت
- سازمان خبرگزاری جمهوری اسلامی
- سازمان فرهنگ و ارتباطات اسلامی
- سازمان چاپ و انتشارات
- پژوهشگاه فرهنگ، هنر و ارتباطات[۱۳]
- صندوق اعتباری هنر
- مؤسسه آموزش عالی علمی‌کاربردی فرهنگ و هنر
- بنیاد ملی بازی‌های رایانه‌ای
- بنیاد بین‌المللی فرهنگی هنری امام رضا[۱۴]

## شوراها و هیئت‌ها
- شورای فرهنگ عمومی
- هیئت امنای نهاد کتابخانه‌های عمومی کشور
- ستاد عالی کانون‌های فرهنگی‌هنری مساجد کشور
- شورای‌عالی سازمان حج و زیارت
- شورای‌عالی سازمان فرهنگ و ارتباطات اسلامی
- شورای‌عالی سازمان خبرگزاری جمهوری اسلامی
- شورای هماهنگی و نظارت بر امر ترویج فرهنگ ایثار و شهادت[۱۱]